# FAIR-principes

FAIR principes

De internationale FAIR-principes zijn richtlijnen voor de manier van beschrijven, opslag en publicatie van wetenschappelijke data.
FAIR is een acroniem voor:
- Findable - vindbaar
- Accessible - toegankelijk
- Interoperable - uitwisselbaar
- Reusable - herbruikbaar

De internationale FAIR-principes zijn in 2014 geformuleerd tijdens een bijeenkomst in Leiden. Twee jaar later, na een open consultatieronde, zijn de FAIR-principes gepubliceerd. De principes dienen als richtlijn om wetenschappelijke data geschikt te maken voor hergebruik onder duidelijk beschreven condities, door zowel mensen als machines. Het zijn met opzet principes en geen standaard. Dit omdat onderzoeksdata, en de manier waarop deze data wordt verwerkt, verschilt per wetenschappelijk domein. Het idee is dat de verschillende domeinen op basis van de FAIR principes eigen standaarden ontwikkelen. Verschillende organisaties en disciplines ontwikkelen inmiddels FAIR standaarden, tools en trainingen. Sinds de publicatie van de FAIR-principes worden deze inmiddels ook gezien als toepasbaar op software, workflows en wetenschappelijke diensten.
De vier afkortingen zijn in 15 principes uitgewerkt:

## F - vindbaar
- F1 (meta)data krijgen een wereldwijd unieke en blijvende persistent identifier toegewezen.
- F2 gegevens worden beschreven met rijke metadata.
- F3 (meta)gegevens worden geregistreerd of geïndexeerd in een doorzoekbare bron.
- F4 (meta)gegevens bevatten duidelijk en expliciet de identificatie van de gegevens die ze beschrijven.

## A - toegankelijk
- A1 (meta)gegevens kunnen worden opgehaald door hun identificatie met behulp van een gestandaardiseerd communicatieprotocol.
  - A1.1 het protocol is open, vrij en universeel implementeerbaar.
  - A1.2 het protocol maakt waar nodig een authenticatie- en autorisatieprocedure mogelijk.
- A2 metadata zijn toegankelijk, ook als de data niet meer beschikbaar zijn.

## I - uitwisselbaar
- I1 (meta)data gebruiken een formele, toegankelijke, gedeelde en breed toepasbare taal voor kennisrepresentatie.
- I2 (meta)data gebruiken vocabulaires die FAIR principes volgen.
- I3 (meta)data bevatten gekwalificeerde verwijzingen naar andere (meta)data.

## R - herbruikbaar
- R1 meta(data) hebben meerdere nauwkeurige en relevante attributen.
  - R1.1 (meta)data worden vrijgegeven met een duidelijke en toegankelijke datagebruik licentie.
  - R1.2 (meta)data zijn geassocieerd met hun herkomst.
  - R1.3 (meta)data voldoen aan domeinrelevante gemeenschapsnormen.